# کراشکوو (استان اشوی‌داشکسیه)
کراشکوو (به لهستانی: Kraszków) یک منطقهٔ مسکونی در لهستان است که در گمینا واشنگوو واقع شده‌است. کراشکوو ۱۶۰ نفر جمعیت دارد.